# دیوید دیاو
دیوید دیاو (انگلیسی: Davide Diaw؛ زادهٔ ۶ ژانویهٔ ۱۹۹۲) بازیکن فوتبال اهل ایتالیا است.
از باشگاه‌هایی که در آن بازی کرده‌است می‌توان به باشگاه فوتبال ویرتوس انتلا اشاره کرد.